# 鲁宾·吉尔
鲁宾·吉尔（荷蘭語：Ruben Jille，1996年7月11日—），荷蘭男子羽毛球運動員。

## 簡歷
2014年1月，鲁宾·吉尔與罗宾·塔博林出戰愛沙尼亞羽毛球國際賽，在男雙準决赛以0比2（16-21、10-21）不敌赛会2号种子、法国的洛朗·康斯坦丁/马修·罗英平。
2015年4月，鲁宾·吉尔與耶勒·马斯出戰荷蘭羽毛球國際賽，在男雙準决赛以0比2（15-21、15-21）不敌赛会4号种子、德国的约翰尼斯·皮斯托留斯/马文·埃米尔·塞德尔。同年10月，他與伊里斯·塔博林出戰瑞士羽毛球國際賽，在混雙準决赛以0比2（10-12、12-21）不敌泰国的博丁·伊沙拉/沙威丽·阿米达拜。
2016年4月，鲁宾·吉尔與伊里斯·塔博林出戰芬蘭羽毛球公開賽，在混雙準决赛以1比2（11-21、21-19、12-21）不敌赛会4号种子、丹麦的马蒂亚斯·克里斯蒂安森/莉娜·格雷巴克。同年10月，他與雅高·阿伦斯出戰荷蘭羽毛球大獎賽，在男雙準决赛以0比2（14-21、9-21）不敌赛会4号种子、丹麦的马蒂亚斯·克里斯蒂安森/大卫·道嘉德。
2017年6月，鲁宾·吉尔與雅高·阿伦斯出戰西班牙羽毛球國際賽，在男雙决赛以2比0（21-17、21-19）击败了日本的松居圭一郎/竹內義憲，奪得其首個國際職業賽冠軍。同年11月，他與雅高·阿伦斯出戰蘇格蘭羽毛球大獎賽，在男雙决赛以0比2（11-21、15-21）不敌赛会7号种子、队友的耶勒·马斯/罗宾·塔博林，赢得亚軍。

## 主要比賽成績
只列出曾進入準決賽的國際賽事成績：
| 年份   | 賽事                       | 公開賽級別 | 項目     | 拍檔                   | 成績   |
| ------ | -------------------------- | ---------- | -------- | ---------------------- | ------ |
| 2014年 | 愛沙尼亞羽毛球國際賽       | 國際系列賽 | 男子雙打 | 罗宾·塔博林            | 準決賽 |
| 2014年 | 保加利亞羽毛球公開賽       | 國際系列賽 | 混合雙打 | 苏拉娅·德维什·艾贝尔根 | 準決賽 |
| 2015年 | 荷蘭羽毛球國際賽           | 國際系列賽 | 男子雙打 | 耶勒·马斯              | 準決賽 |
| 2015年 | 瑞士羽毛球國際賽           | 國際挑戰賽 | 混合雙打 | 伊里斯·塔博林          | 準決賽 |
| 2016年 | 芬蘭羽毛球公開賽           | 國際挑戰賽 | 混合雙打 | 伊里斯·塔博林          | 準決賽 |
| 2016年 | 荷蘭羽毛球大獎賽           | 大獎賽     | 男子雙打 | 雅高·阿伦斯            | 準決賽 |
| 2017年 | 西班牙羽毛球國際賽         | 國際挑戰賽 | 男子雙打 | 雅高·阿伦斯            | 冠軍   |
| 2017年 | 蘇格蘭羽毛球大獎賽         | 大獎賽     | 男子雙打 | 雅高·阿伦斯            | 亞軍   |
| 2018年 | 比利時羽毛球國際賽         | 國際挑戰賽 | 男子雙打 | 雅高·阿伦斯            | 冠軍   |
| 2018年 | 比利時羽毛球國際賽         | 國際挑戰賽 | 混合雙打 | 埃姆克·范德阿尔        | 準決賽 |
| 2019年 | 歐洲羽毛球混合團體錦標賽   | 其他       | 混合團體 | －                     | 季軍   |
| 2019年 | 巴西羽毛球國際挑戰賽       | 國際挑戰賽 | 男子雙打 | 雅高·阿伦斯            | 準決賽 |
| 2019年 | 阿塞拜疆羽毛球國際賽       | 國際挑戰賽 | 男子雙打 | 雅高·阿伦斯            | 準決賽 |
| 2019年 | 波蘭羽毛球國際賽           | 國際系列賽 | 男子雙打 | 蒂斯·范德拉克          | 準決賽 |
| 2019年 | 波蘭羽毛球國際賽           | 國際系列賽 | 混合雙打 | 阿莉莎·蒂爾托森托諾    | 亞軍   |
| 2020年 | 歐洲羽毛球男女子團體錦標賽 | 其他       | 男子團體 | －                     | 亞軍   |
| 2020年 | 奧地利羽毛球公開賽         | 國際挑戰賽 | 男子雙打 | 蒂斯·范德拉克          | 亞軍   |
| 2020年 | 薩洛盧羽毛球公開賽         | 超級100賽  | 男子雙打 | 蒂斯·范德拉克          | 準決賽 |
| 2021年 | 西班牙羽毛球大師賽         | 超級300賽  | 混合雙打 | 埃姆克·范德阿爾        | 準決賽 |
| 2022年 | 奧爾良羽毛球大師賽         | 超級100賽  | 男子雙打 | 蒂斯·范德拉克          | 冠軍   |
| 2022年 | 歐洲羽毛球錦標賽           | 其他       | 男子雙打 | 蒂斯·范德拉克          | 季軍   |
| 2023年 | 荷蘭羽毛球公開賽           | 國際挑戰賽 | 男子雙打 | 朱利安·马尤            | 準決賽 |
| 2023年 | 阿布達比羽毛球大師賽       | 超級100賽  | 男子雙打 | 朱利安·马尤            | 準決賽 |

| 2007-2017年 | 首要超級賽 | 超級賽 | 黃金大獎賽 | 大獎賽 | 國際挑戰賽 | 國際系列賽 | 未來系列賽 | 其他 |

| 2018-2026年 | 總決賽 | 超級1000賽 | 超級750賽 | 超級500賽 | 超級300賽 | 超級100賽 | 國際挑戰賽 | 國際系列賽 | 未來系列賽 | 其他 |

### 奧運會和世錦賽參賽紀錄
|          | 搭檔          | 2017 | 2018 | 2021 | 2022 |
| -------- | ------------- | ---- | ---- | ---- | ---- |
| 男子雙打 | 雅高·阿伦斯   | 64強 | 32強 | －   | －   |
| 男子雙打 | 蒂斯·范德拉克 | －   | －   | 32強 | 64強 |